# Lumea creștină

Lumea creștină sau creștinătatea este reprezentată de țările în care creștinismul este religie majoritară sau dominantă.
Termenul include orice religie creștină: atât catolică, cât și ortodoxă sau protestantă.